# Edad heroica griega
La edad heroica griega, en la mitología, fue demarcada como la cuarta de las cinco edades del hombre por Hesíodo, que la consideraba como una época más justa y mejor que la anterior, la de los hombres de la «raza de bronce» y también mejor que la posterior, la «raza de hierro».
Los héroes indicados por el término son sobrehumanos, aunque no divinos conocidos como semidioses (ya sean hijos de un dios o no) Algunos murieron mientras a otros el dios Zeus les había concedido vivir eternamente en las islas de los Afortunados. Por otra parte, los dioses intervienen a menudo en las acciones de los héroes, tanto en los relatos como en la iconografía. Los hechos que se les atribuían fueron el tema central de la poesía épica griega a través de relatos que se difundieron inicialmente de forma oral y luego a través de la literatura.
Cada uno de ellos se relacionaba con una o varias áreas geográficas determinadas. El marco seudohistórico en el que se movían se apoyaba en las líneas genealógicas de las familias gobernantes de cada zona. El período entre el origen de los linajes y el evento culminante de la edad heroica, que suele considerarse que es la guerra de Troya, abarca aproximadamente seis o siete generaciones. Dada la pretensión de verosimilitud de los eventos en los que participan, los héroes griegos se pueden ordenar mediante una cronología aproximada, tomando como punto de referencia la tradición que hay sobre la fecha de la guerra de Troya.

## Características de los héroes griegos
Los héroes, además de protagonizar abundantes relatos de la mitología griega, se convirtieron en figuras de culto popular. Ocuparon un lugar intermedio entre los dioses y los humanos. Aristóteles suponía que los héroes eran superiores a los humanos en cuerpo y también en alma. Por otra parte, a diferencia de los dioses, los héroes eran mortales. Algunos, pero no todos, contaban entre sus padres con un dios o una diosa. Había héroes que llegaron a disponer de recursos maravillosos como un casco que le otorgaba invisibilidad, sandalias aladas o un caballo alado, mientras otros se distinguían solo por su capacidad como guerreros, o por su astucia. La arrogancia, que suele ser otra de sus características, les llevó en algunos casos a desafiar a los mismos dioses.

## Las estirpes heroicas
Muchos de los primeros héroes griegos descendieron de los dioses y fueron parte de las narrativas fundacionales de varias ciudades-estado. La estirpe heroica que se suele considerar más antigua es la de Argos, cuyo personaje inicial es el dios fluvial Ínaco, padre de Foroneo e Io. A la estirpe argiva pertenecen destacados héroes como Perseo, Heracles, Cadmo y Edipo.
La estirpe de Tesalia, que se inicia con Deucalión, hijo de Prometeo, se considera algo posterior a la anterior. A esta estirpe pertenecen Belerofonte y Meleagro, entre otros. 
De origen independiente a las anteriores es la estirpe de los Tantálidas, iniciada por Tántalo desde la región de Lidia y cuyos descendientes llegaron a ser reyes de Élide y de Micenas.
Otra estirpe es la troyana, cuyo fundador fue Dárdano y que además de los personajes troyanos se prolonga a través de personajes que reinaron en Italia.
La estirpe de Éaco, que se origina en Egina, además de tener descendientes que fueron reyes de Tesalia, Salamina y Ftiótide, pretende prolongarse en el tiempo a través de los molosos de Epiro.
Por otra parte, la estirpe ateniense fue fundada por Cécrope, de origen autóctono.
Además de estas, en relatos míticos se mencionan algunas otras estirpes que se consideran menos importantes.

## Los ciclos heroicos y otros eventos heroicos panhelénicos
Los ciclos heroicos son relatos muy elaborados con diversos episodios entrelazados de aventuras en las que participan determinados héroes. Además, hubo determinados eventos en los que participaron héroes de toda Grecia. Dentro de ellos, se estimaba que tanto en la caza del jabalí de Calidón como en la expedición de los argonautas y en el ciclo tebano habían participado héroes de la misma generación. Una generación más tarde había tenido lugar la guerra de Troya.

### El ciclo o la leyenda dePerseo

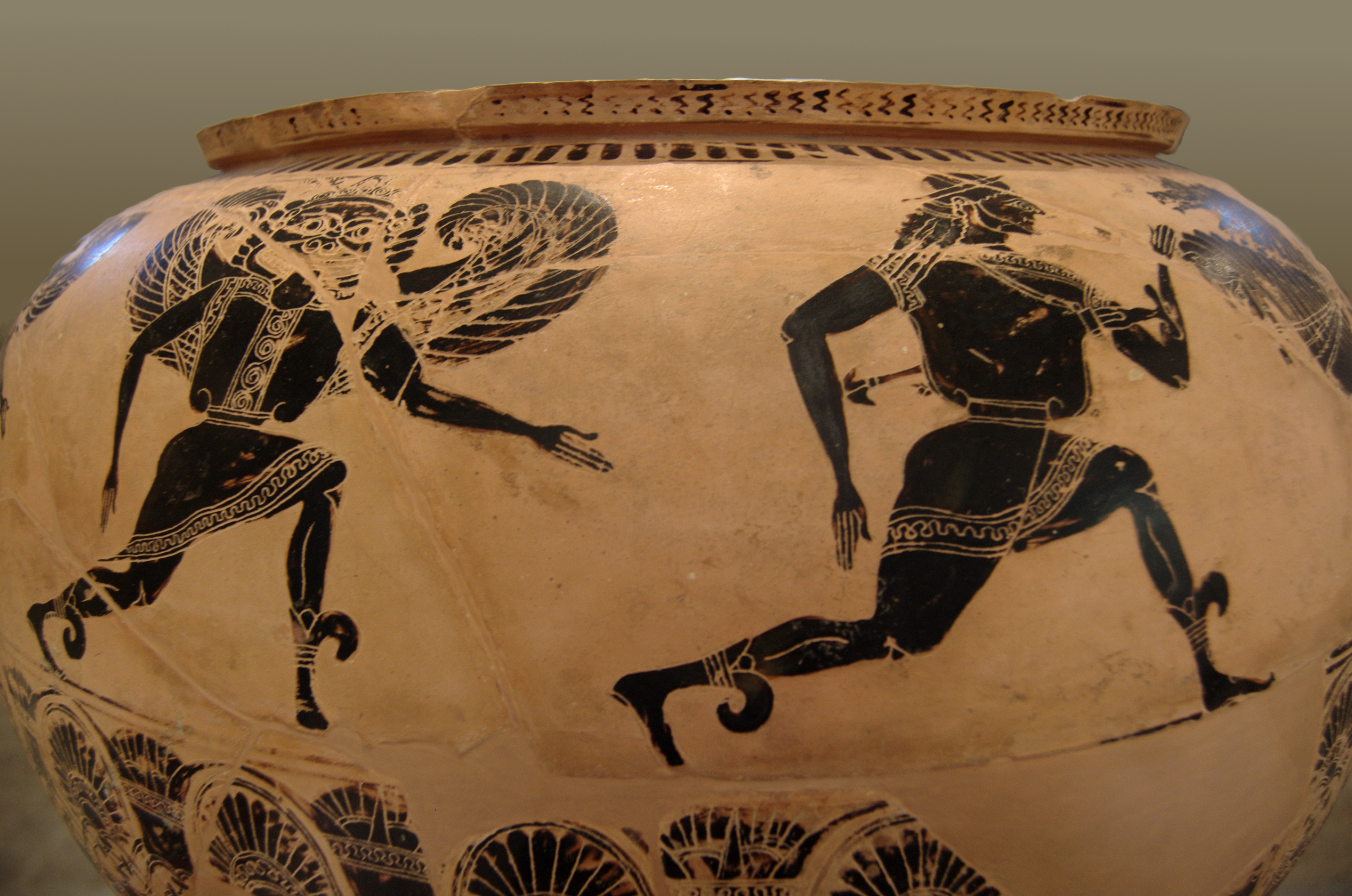
Perseo perseguido por las Gorgonas después de haber dado muerte a Medusa, representado en un dino del

Perseo era hijo de Zeus y Dánae. Poco después de nacer, su abuelo Acrisio pretendía librarse de él y de Dánae por miedo a un oráculo que decía que tendría un nieto que lo mataría, así que los introdujo en un cofre que arrojó al mar. Este cofre llegó a la isla de Sérifos y ambos se salvaron. Cuando se hizo mayor, por encargo del rey Polidectes, Perseo tuvo que viajar a donde vivían las Gorgonas para conseguir la cabeza de una de ellas, Medusa, que convertía en piedra a aquel que la mirase. Más tarde, liberó a Andrómeda, hija del rey Cefeo, que había sido encadenada para servir de alimento a un monstruo enviado por Poseidón. Tras liberarla, antes de casarse con ella tuvo que hacer frente a un complot tramado por Fineo, que era el anterior prometido de la princesa. Con ayuda de la cabeza de Medusa, convirtió en piedra a todos los que participaban en el complot, así como al rey Polidectes, que acosaba a su madre, Dánae. Posteriormente, al participar en unos juegos deportivos, se cumplió el oráculo que decía que daría muerte a su abuelo Acrisio. 

### El ciclo o la leyenda deHeracles

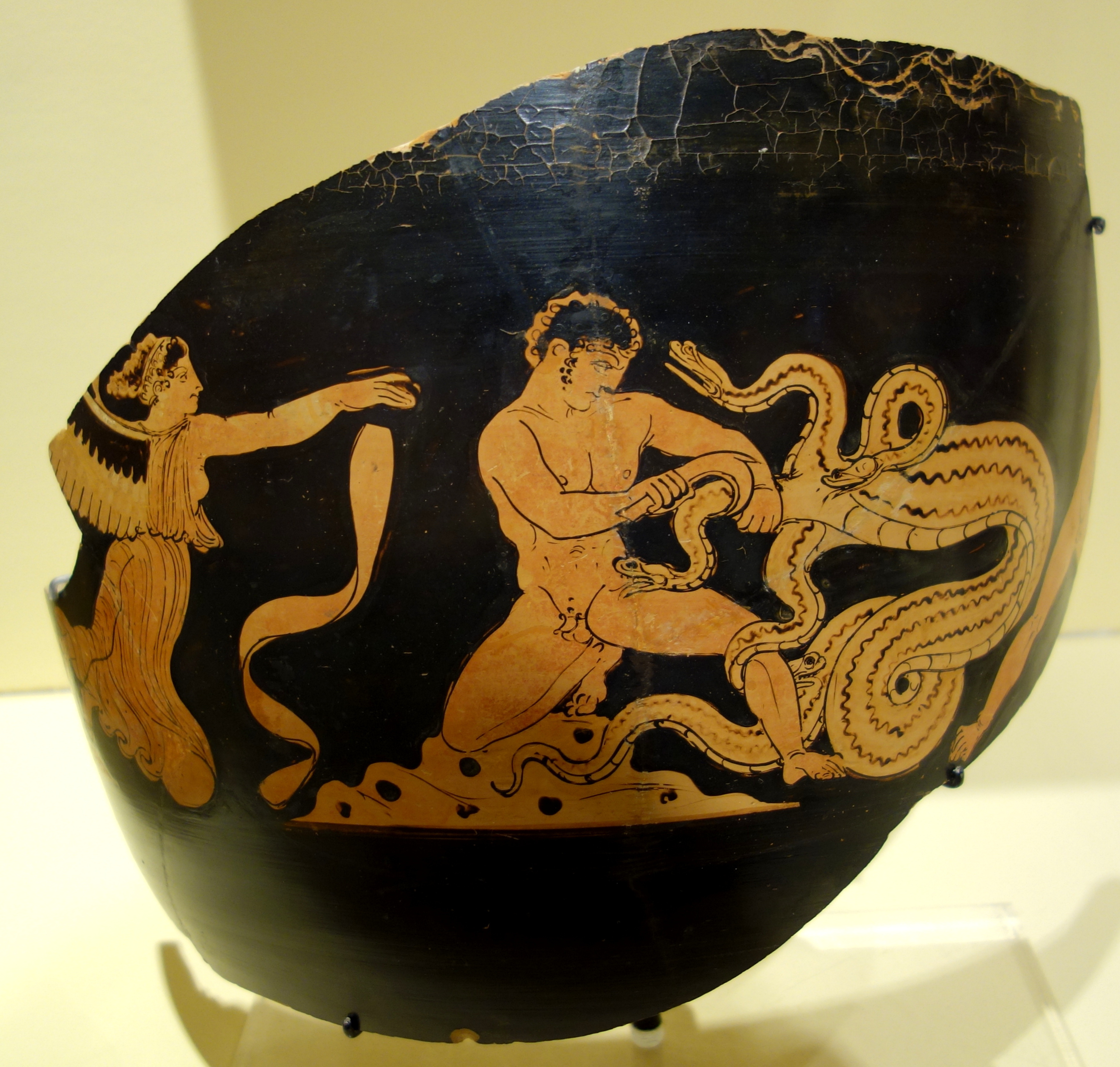
Heracles luchando contra la hidra de Lerna, en un fragmento de una jarra del

Entre los poemas más antiguos que trataban esta leyenda pueden citarse la Heraclea, escrito por Pisandro, hacia el siglo VII a. C., otra Heraclea atribuida a Paniasis, del siglo V a. C. y la Toma de Ecalia, cuya autoría es dudosa. De estos poemas solo quedan escasos fragmentos.  
Heracles, hijo de Zeus y Alcmena e bisnieto de Perseo cuya fuerza y habilidad con las armas eran extraordinarias, participó en numerosos eventos míticos. Sin embargo, la diosa Hera lo volvió loco en una ocasión y mató a varias personas entre las que se encontraban dos de sus propios hijos. Para purificarse, el oráculo de Delfos le indicó que debía ponerse al servicio del rey Euristeo y que ejecutara los trabajos que este le ordenara. Así, se desarrollaron los llamados doce trabajos de Heracles. Heracles participó además en la expedición de los argonautas. En otra ocasión, como castigo por haber dado muerte de Ífito, el oráculo indicó que debía ser vendido como esclavo a Ónfale, a la que sirvió durante varios años. Dirigió expediciones militares contra los troyanos, contra el rey Augías de Élide, contra Pilos, contra Lacedemonia y contra Ecalia. 
Sobre su muerte, se contaba que se había producido por una túnica envenenada con la sangre del centauro Neso. Esta túnica se la había dado a Heracles Deyanira creyendo que en realidad contenía una pócima de amor.

### El ciclo o leyenda deBelerofonte

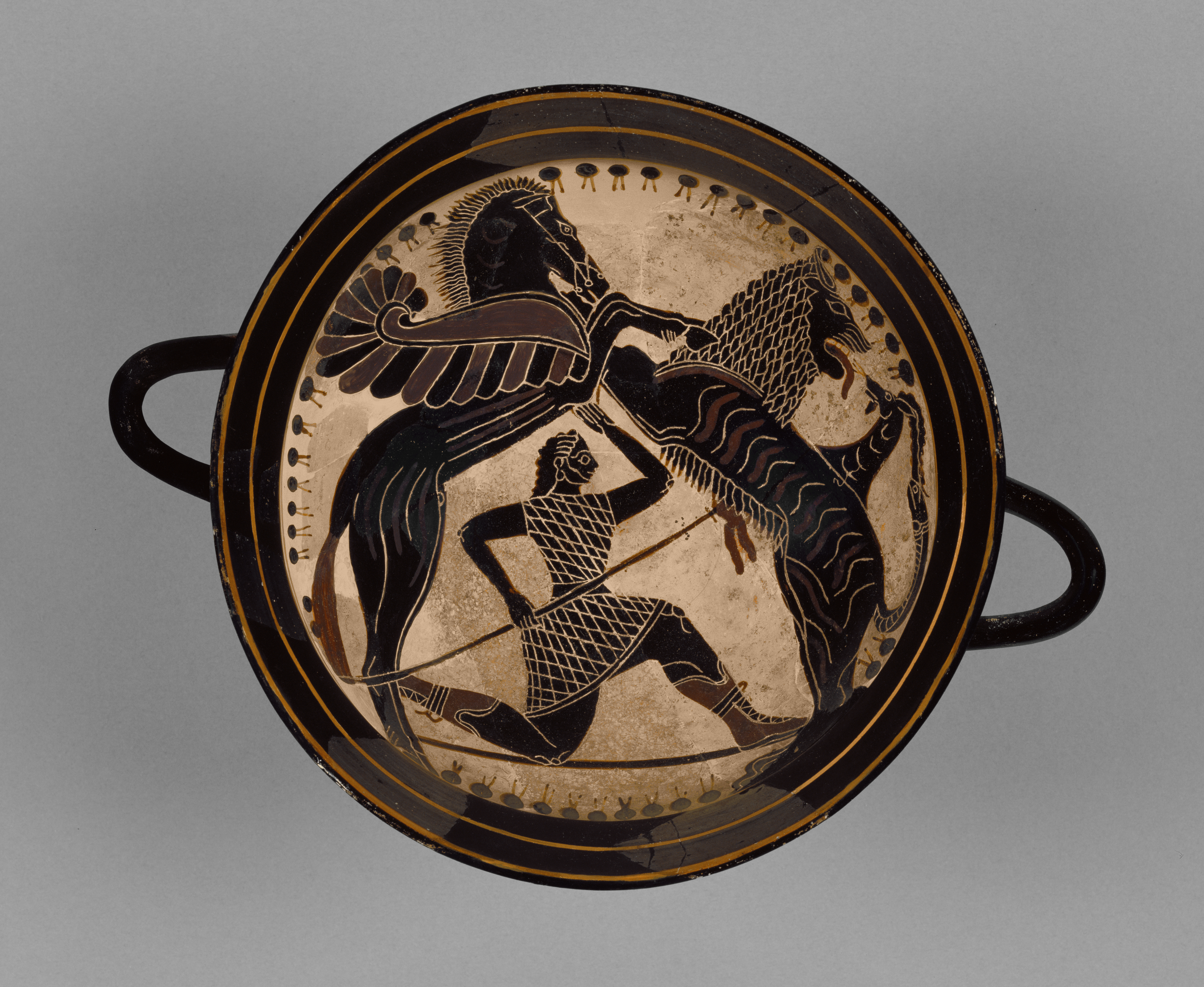
Belerofonte, junto a Pegaso, luchando contra la Quimera, en una cílica del

Belerofonte mató accidentalmente a su hermano, por lo que tuvo que ir desde Corinto hasta la corte de Preto en Tirinto, para purificarse. La reina se enamoró de él pero Belerofonte la rechazó y la reina, despechada, dijo a su esposo que Belerofonte le había hecho proposiciones deshonestas. Preto la creyó, pero por no querer faltar a la hospitalidad, decició enviar a Belerofonte a Licia, con una carta para el rey Yóbates en la que le pedía que diera muerte al héroe. Para cumplir con ello, Yóbates envió a Belerofonte a que diera muerte a un monstruo conocido como la Quimera. Por consejo de un adivino, domó y montó al caballo alado Pegaso y con él pudo matar a la Quimera. Posteriormente combatió a los sólimos, a las amazonas y también a guerreros licios, y en todos los casos pudo salir victorioso. Así, Yóbates dio a su hija en matrimonio a Belerofonte y a la muerte del rey ocupó el trono.
Se contaba que quiso ascender hasta el Olimpo montado en Pegaso y los dioses decidieron castigarlo enviando un tábano que picó al caballo y provocó que Belerofonte se precipitara contra el suelo.

### El ciclo cretense o ciclo de Teseo

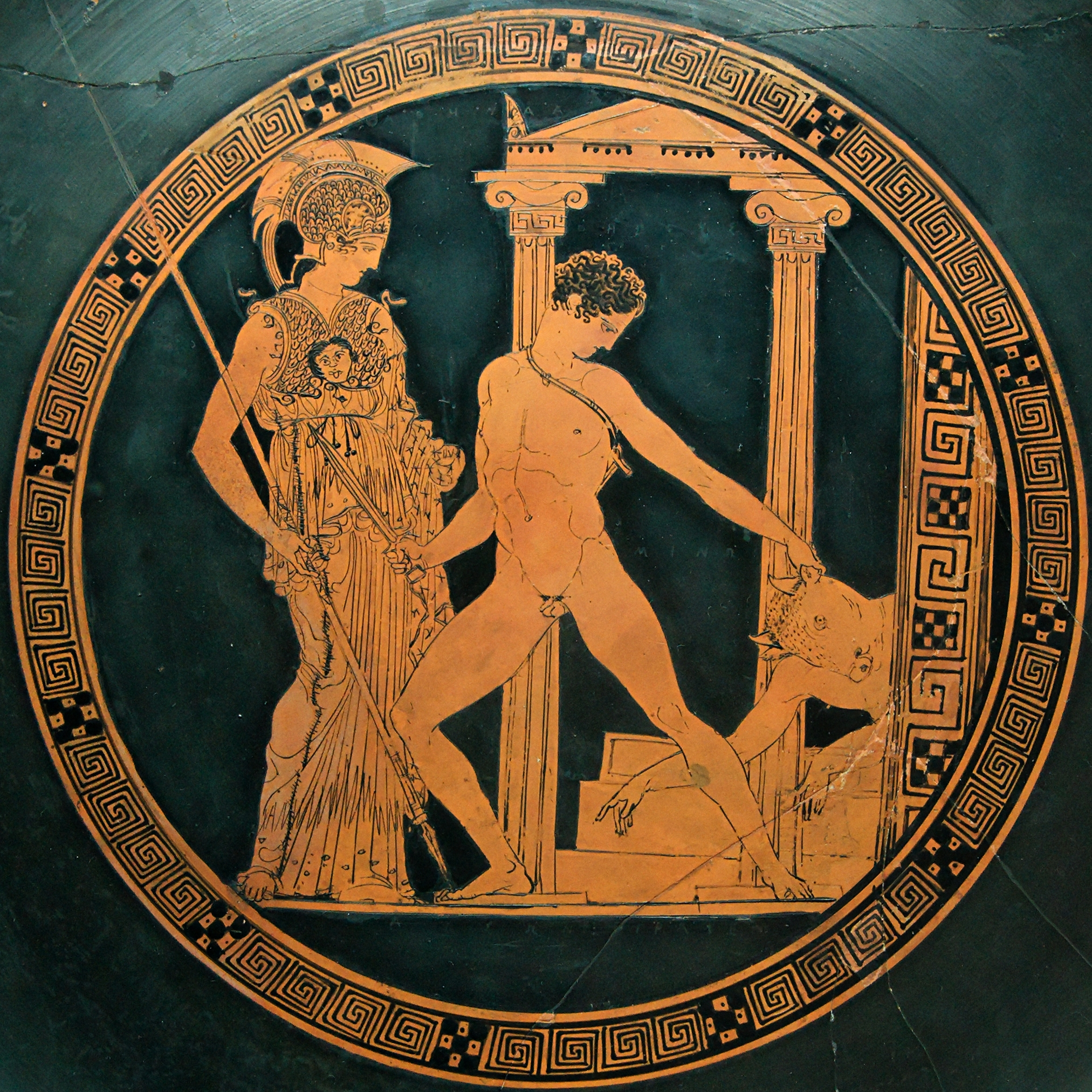
Teseo mata al Minotauro, en una cílica del

Uno de los ciclos de eventos míticos se desarrolla entre Creta y Atenas, donde Minos y Teseo son dos de los personajes centrales. En Creta, la reina Pasífae, tras haberse enamorado de un toro, había concebido al monstruoso Minotauro. Este ser es encerrado en un laberinto construido por Dédalo. Puesto que los atenienses debían ofrecer como tributo al rey Minos de Creta cada cierto tiempo un grupo de jóvenes para servir de alimento al Minotauro, el héroe Teseo formó parte de ese tributo. Este héroe ateniense consiguió, con ayuda de Ariadna, hija de Minos, matar al Minotauro y regresar sano y salvo a Atenas. Tanto antes como después de esto, Teseo participa en diversos episodios heroicos, como un descenso al inframundo o una expedición contra las Amazonas.
Es posible que ya en el siglo VI a. C. hubiera un poema sobre Teseo denominado Teseida que no se ha conservado. Citan este poema Plutarco y Aristóteles.

### La caza dejabalí de Calidón

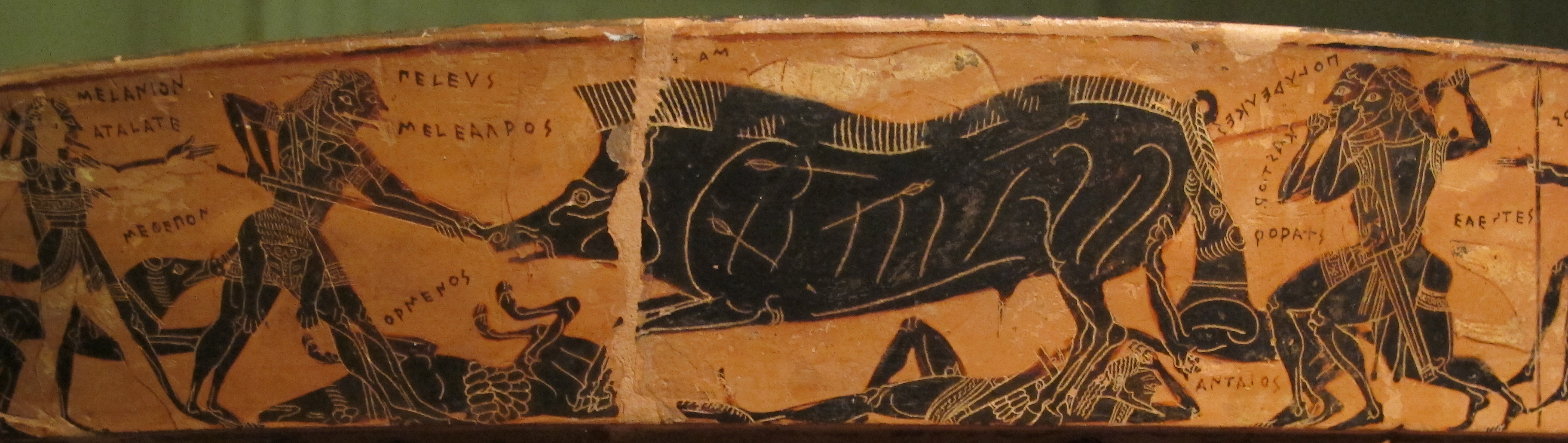
Caza del jabalí de Calidón en el Vaso François, del

Un monstruoso jabalí fue enviado por Artemisa para devastar la región de Calidón en Etolia porque su rey se olvidó de honrarla en sus ritos a los dioses. El rey Eneo envió mensajeros en busca de los mejores cazadores de Grecia, ofreciéndoles la piel y los colmillos del jabalí como premio. Varios héroes respondieron, incluidos Atalanta, Cástor, Pólux, Idas, Linceo, Meleagro y Peleo.
Una vez cazado el jabalí, Meleagro, que fue el que le asestó el venablo mortal, dio la piel de este animal a Atalanta, pero los tíos de Meleagro se opusieron a ello y como arrebataron a Atalanta el trofeo, Meleagro los mató. Esto provocó la indignación de Altea, madre de Meleagro. Puesto que las Parcas habían vaticinado que la vida de Meleagro terminaría cuando un leño se consumiera en el fuego, Altea arrojó ese leño al fuego, lo que causó la muerte del héroe.

### Expedición de los argonautas

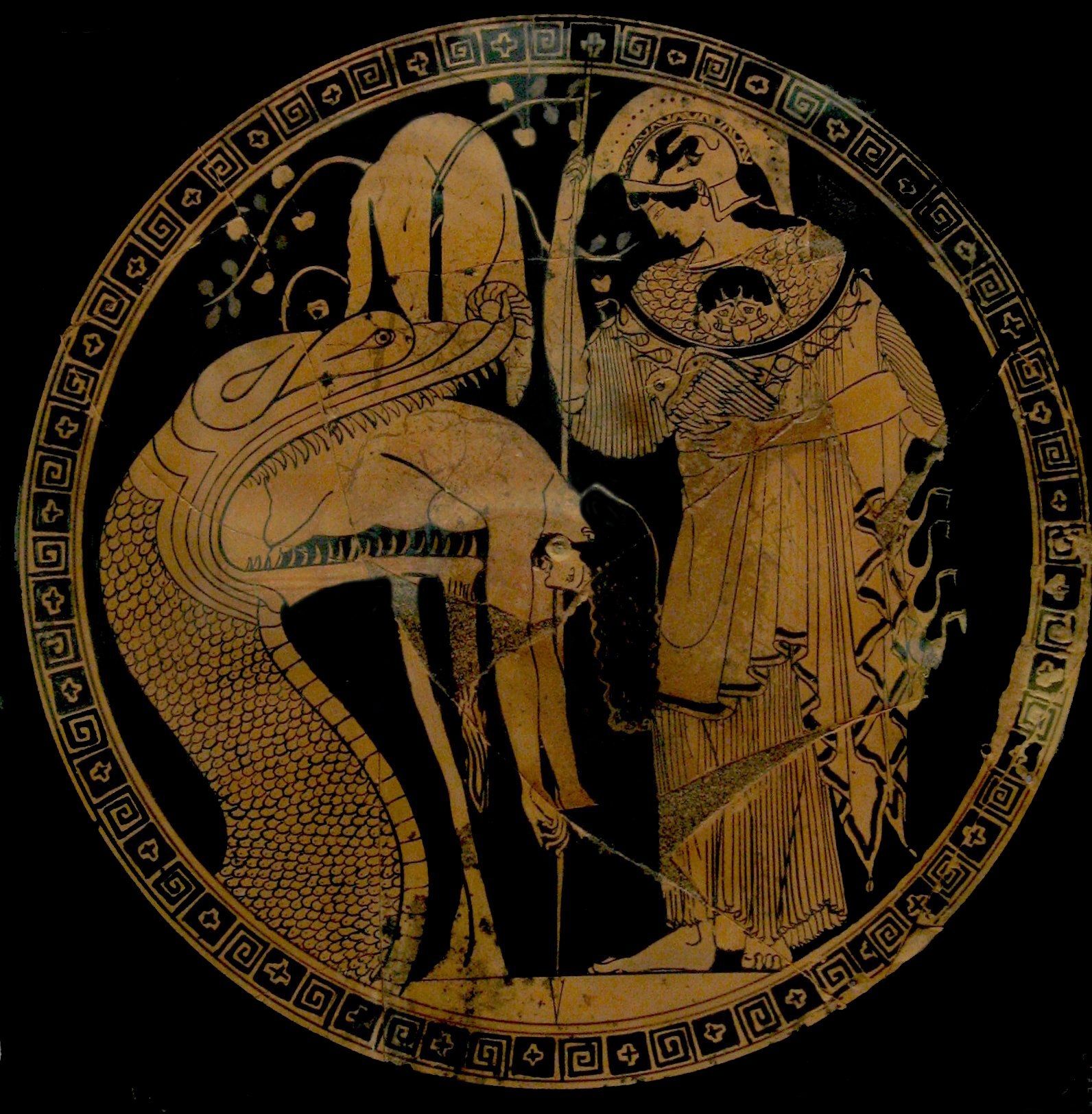
Jasón es regurgitado por el dragón que custodiaba el vellocino, con Atenea a su lado. Cílica del

Otra serie de relatos tienen su origen en la misión que el rey de Yolco, Pelias, encargó a su sobrino Jasón. Debía viajar al reino de Cólquida, en el Mar Negro, para obtener el vellocino de oro. Se trataba de la lana de un carnero de oro que había llevado por los aires a Frixo y Hele para escapar de una conspiración tramada por su madrastra, Ino. Así, navegó en el Argo, acompañado por un grupo de héroes que por ello fueron llamados "argonautas". Jasón pudo obtener el vellocino con ayuda de Medea, hija del rey de Cólquida, que se había enamorado de él. 
En el viaje de regreso, sobre cuya ruta hay muy diversas tradiciones, los colcos persiguieron a los argonautas hasta la isla donde vivía Circe, que purificó a Jasón y Medea puesto que en esa persecución había muerto el hermano de Medea, Apsirto. Tras regresar a Yolco y entregar el vellocino, Jasón y Medea tramaron la muerte de Pelias. 
Entre los poemas más antiguos que narraron el viaje, uno de ellos se atribuyó a Eumelo de Corinto, que suele datarse en el siglo VIII a. C. y hubo otro llamado Naupactias, probablemente anterior al siglo V a. C. pero de ellos únicamente se conservan algunos fragmentos. De Apolonio de Rodas, ya en el siglo III a. C., se conserva el poema considerado más completo de la expedición.

### Elciclo tebano

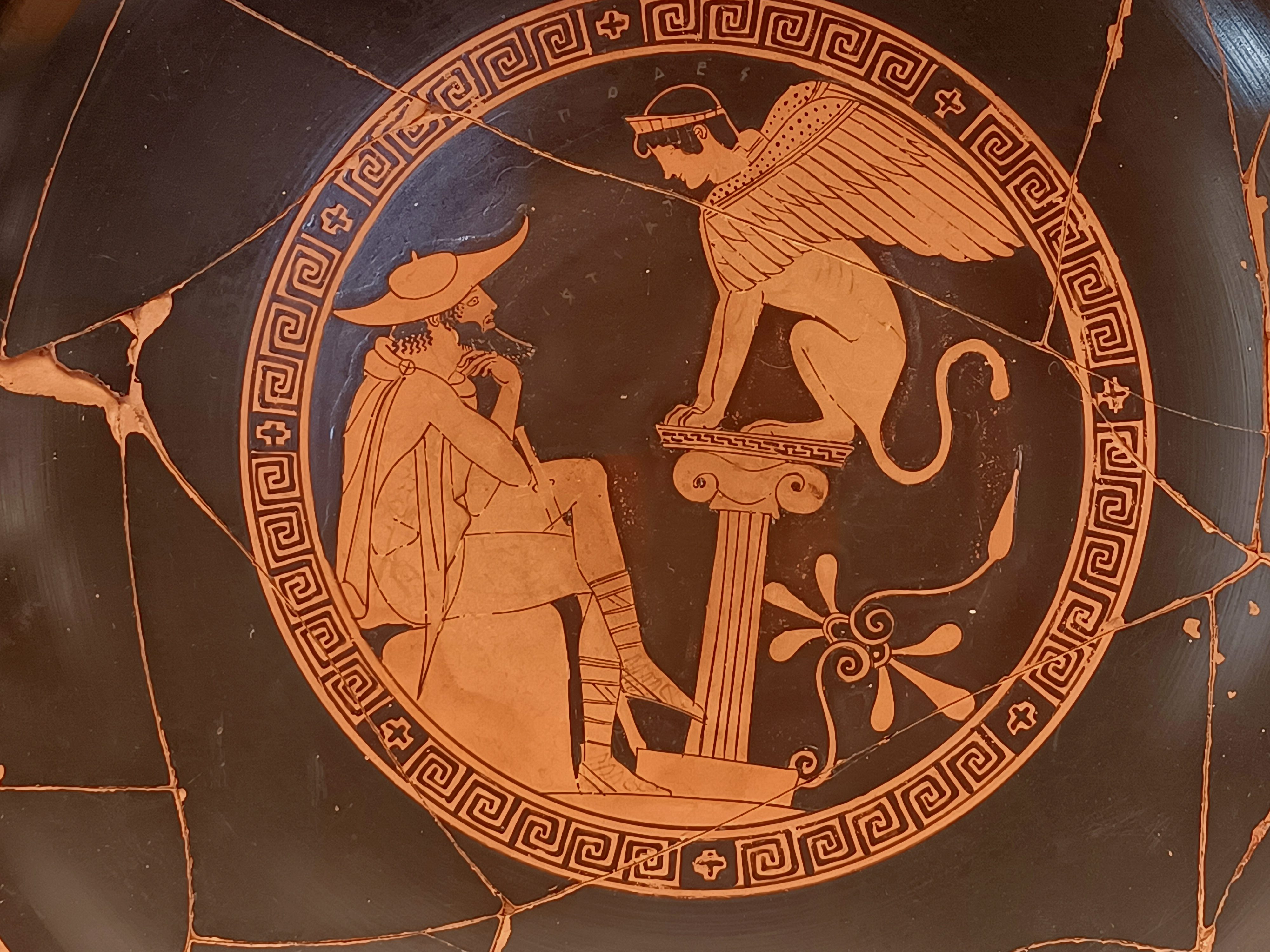
Edipo y la Esfinge, uno de los eventos del ciclo tebano, pintado en una cílica del

El ciclo tebano consta de tres partes: la primera era la Edipodia, centrada en el personaje de Edipo. Tras matar accidentalmente al rey Layo, y adivinar el acertijo de la Esfinge, Edipo se casó con Yocasta, sin saber que en realidad era su madre y reinó en la ciudad de Tebas. Luego Edipo lanzó una maldición sobre sus hijos Eteocles y Polinices. El cumplimiento de esa maldición es el tema subyacente de la siguiente parte, la Tebaida. Aunque los hermanos habían acordado compartir el gobierno de Tebas, cuando llega el momento de que Eteocles se haga a un lado, él se niega, y Polinices trae un ejército desde Argos contra Tebas para hacer cumplir su reclamo. Esta expedición militar era también conocida como los siete contra Tebas. En una tercera parte, Epígonos, se relataba una segunda expedición contra Tebas comandada por los hijos de los siete. Algunas de las más importantes tragedias griegas que se han conservado como Edipo Rey, Las fenicias y Los siete contra Tebas tratan de eventos relacionados con este ciclo. 

### Elciclo troyano

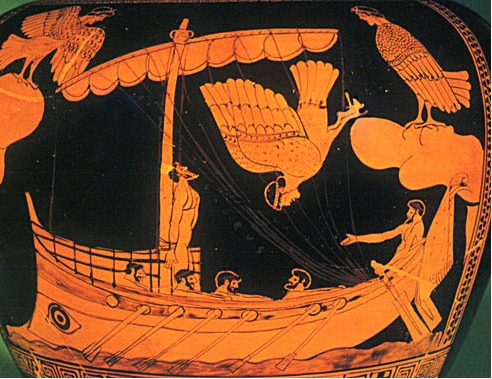
Odiseo escucha el canto de las Sirenas, uno de los eventos del ciclo troyano, representado en un estamno del

En el ciclo troyano se relata la expedición de los aqueos contra Troya para tratar de recuperar a la reina Helena, que había sido llevada por el príncipe Paris a su ciudad, Troya, desde Esparta, donde estaba casada con el rey Menelao. La Ilíada de Homero relata una parte de esta guerra. Tras la toma y el saqueo de la ciudad, los héroes aqueos sufren grandes penalidades en los regresos a su patria. El regreso del héroe Odiseo cobra especial relevancia a través del otro poema homérico, la Odisea.  